# 미하엘라 스테프
미하엘라 스테프(Mihaela Steff, 1978년 11월 8일 ~ )는 루마니아의 탁구 선수다. 2000년 말레이시아 쿠알라룸푸르 세계선수권대회에서 단체 동메달을 획득하였다.

## 참조
- 국제탁구연맹기록